# Ukiyo-e

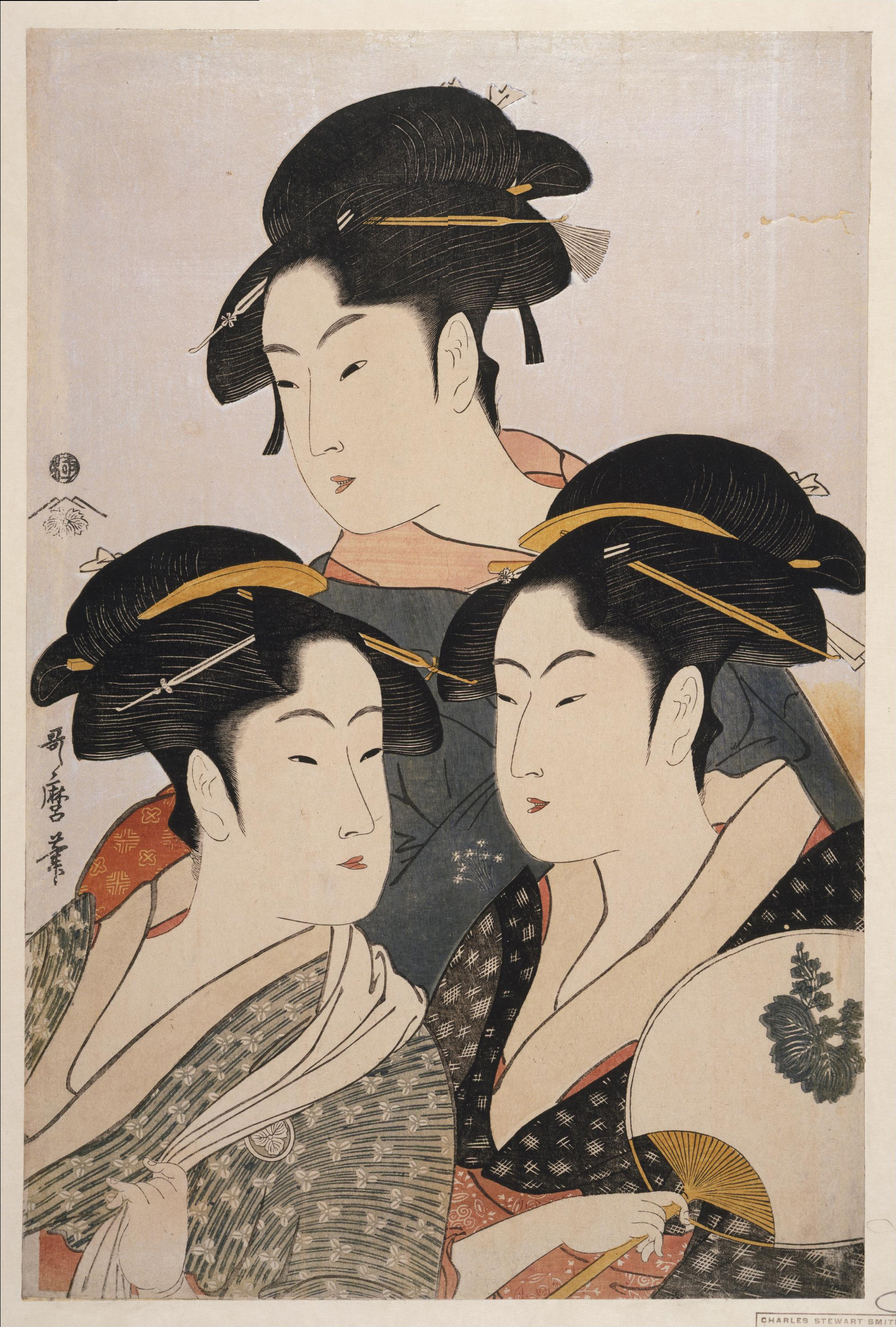
"Tre kända skönheter" (寛政三美人). Träsnitt av Utamaro.

Ukiyo-e (japanska: 浮世絵, "Bilder av den förbiflytande världen") är japanska skildringar av vardagslivet, vanligen träsnitt, men även målningar.
Bildspråket i ukiyo-e kommer ur den japanska akademiska målartraditionen, vilken snarare utgår från en känsla än är avbildande, och strävade efter att bilderna skulle vara sköna och vara känslomässigt berörande på åskådaren. Det fanns en inhemsk tradition, Tosaskolan, och en kinainspirerad, Kanoskolan. De båda traditionerna förenades i ukiyo-e, som mer vände sig till allmänheten än äldre konst till adel och prästerskap.
Under inflytande från kinesiska så kallade stentryck började vissa japanska 1600-talskonstnärer att framställa träsnitt, först i svartvitt och senare under 1700-talet i lysande färger med motiv från vardagslivet. Dessa konstverk fick namnet ukiyo-e. Tecknet för ukiyo-e kunde skrivas på två sätt: det ena betydde "den flytande, förbiglidande världen", det andra "en sorgsen värld", alternativt [bilder från = e] "världen" eller "vardagen".
Den största produktionen av ukiyo-e tillkom vid denna tid i och runt staden Edo, som tagit över som kulturell huvudstad i Japan, och träsnitten tillsammans med kabukiteatern utvecklades till att bli edoperiodens främsta konstformer. Populära motiv var naturbilder, shunga-bilder (erotiska motiv), porträtt av främst kabukiaktörer, sumobrottare, geishor och kurtisaner, och illustrationer av stadens liv och människor. Många motiv är hämtade från bordellkvarteret Yoshiwara, där träsnitten av dåtidens berömdheter var mycket populära.
Dessa träsnitt av konstnärer som Harunobu, Hiroshige, Hokusai och Utamaro tillsammans med det japanska konsthantverket blev högsta mode och kom att utöva ett stort inflytande över den europeiska konsten från slutet av 1800-talet.

## Genrer
- Aizuri-e (藍摺り絵) – bild med blå färg
- Aka-e – bild med röd färg
- Benizuri-e (紅刷絵) – bild med grön och rosa färg
- Bijin-ga (美人画) – vackra människor
- Jōge-e (上下絵) – perspektiv
- Kappazuri – framställning med hjälp av stenciler
- Nikuhitsuga (肉筆画)
- Nishiki-e (錦絵) – bild i flera färger
- Ōkubi-e – porträtt
- Shini-e (死絵) – bortgångna människor, dödsporträtt
- Shunga (春画) – bilder med erotisk karaktär
- Uchiwa-e – bild på solfjäder (uchiwa)
- Uki-e (浮絵) – perspektiv
- Urushi-e (漆絵) – lackerade bilder
- Yakusha-e (役者絵) – porträtt av kabukiskådespelare
- Yokohama-e – scener ur Yokohama